# Barbu Nemțeanu
Barbu Nemțeanu (n. 1 octombrie 1887, Galați – d. 30 mai 1919, București)  a fost pseudonimul literar al lui Benjamin Deutsch, poet simbolist, traducător și publicist român, de naționalitate evreu.
În decursul timpului, ca publicist, a folosit mai multe pseudonime: B. Askenazi, Ion Corbu, Ion Crângu, Vasile Crângu, Luca Zimbru, Cireșeanu, Barbu Exoticu, Germanicus Galitiensis, Tedesco.

## Biografie
Benjamin Deutsch s-a născut la Galați, fiul lui Iacob, institutor la școala izraelită din acest oraș, și Sanina Deutsch. La 10 ani, Benjamin Deutsch rămâne orfan de tată. Pentru a întreține familia, ocupă diferite funcții mărunte, ca practicant de birou, reporter, funcționar etc. În 1904, debutează cu poezie în săptămânalul gălățean Înainte, transformat după război în Galații noi.
A scos la Galați revista socialistă Pagini libere, săptămânal literar-științific (apărută la 1 iulie 1908), în care a publicat lucrări originale și traduceri.
A colaborat la o serie de publicații: Înainte (1904-1905); Viața nouă (1907-1908); Convorbiri critice (1907); Viața literară și artistică (1908); Pagini libere (1908); Calendarele "Adevărului" și Dimineața (1909-1910); Floarea albastră (1912); Flacăra (1912, 1915-196); Viitorul social (1913); Universul literar (1913); Lumina (1918); Facla (1918); Renașterea (1918); Scena (1918); Rampa' (1919) , "Neamul românesc", "Neamul românesc literar", "Adevărul literar", "Vieața nouă", "Convorbiri literare", "Floarea darurilor", "Viața literară", "Cosînzeana", "Actualitatea", "Ilustrațiunea română", "Săptămâna ilustrată", "Dumineca", "Steaua noastră" (New York), "Belgia Orientului", "Dumineca", "Adevărul", "Noua revistă română", "Teatrul" (Iași), "România muncitoare", "Viața socială".
S-a îmbolnăvit de tuberculoză, astfel că ultimii ani ai tinereții și-i-a petrecut într-un sanatoriu de tuberculoși. În 1913 a plecat să se trateze în Elveția, dar starea sănătății a continuat să se înrăutățească. În 1915 a apărut volumul de poezii Stropi de soare, bine primit de public.
Alexandru Terziman a scos în 1918 „Biblioteca copiilor și a tinerimii", împreună cu I. Tedescul (Barbu Nemțeanu), cu care a colaborat în primul an de apariție, apoi o vreme singur, ulterior cu D. Iov, publicația apărând la București și Chișinău până în 1922.
Barbu Nemțeanu intenționa să-și publice întreaga operă (poezie și proză) sub titlul În ritmul vieții, dar moartea sa timpurie, la 30 mai 1919, i-a zădărnicit planurile.
O alee din Cimitirul Filantropia poartă numele traducătorului și poetului Barbu Nemțeanu.
În noiembrie 1941, regimul Antonescu l-a înscris pe Barbu Nemțeanu în lista de Scriitori evrei ostateci, deși acesta decedase încă din 1919.

## Opera proprie
- Stropi de soare, poezii, editura "Salonului literar" din Galați, tipografia Poporul, 1915;
- Heine, Melodii ebraice, (traduceri), București, tipografia Gutenberg, 1919;
- Barbu Nemțeanu, Antologie, Editura Casa școalelor, 1926 (antologia, alcătuită de criticul și profesorul universitar Mihail Dragomirescu, care semnează și prefața cărții, conține o selecție de 36 de poezii din cele trei volume ale poetului, cât și o secțiune de traduceri ale sale din poezia universală, sub numele de Comori străine, din Heine, Schiller, Baudelaire, Lenau, Goethe și Victor Hugo);
- Poezii (traduceri), Iași, Biblioteca Iașilor, nr. 23.

## Traduceri
A tradus cu talent versuri și proză din literatura universală (din limbile germană, franceză, engleză, daneză și rusă): Francesco Petrarca, Jean de La Fontaine, Charles Baudelaire, Oscar Wilde, Johann Wolfgang von Goethe, Ivan Turgheniev, Gotthold Ephraim Lessing, Heinrich Heine, Nikolaus Lenau etc.

## Aprecieri
- A fost "un trubadur grațios" (Eugen Lovinescu).[5]
- "Trecător grăbit prin această lume, numele lui va rămâne totuși statornic în literatura noastră" (Mihail Dragomirescu).[5]